# Haninge (đô thị)
Đô thị Haninge (tiếng Thụy Điển: Haninge kommun) là một đô thị ở hạt Stockholm của Thụy Điển. Thủ phủ là thị xã Haninge. Dân số thời điểm 31 tháng 12 năm 2022 là 97683 người.